# Dundee, Ohio
Dundee är en så kallad census-designated place i Tuscarawas County i Ohio. Vid 2010 års folkräkning hade Dundee 297 invånare.